# United Defense
United Defense Industries (укр. Юнайтед Дефенс Індастріз) — бувша американська компанія, одна з оборонних виробників військової техніки (бойові машини, артилерійські системи, корабельна зброя, пускові установки ракетних систем, високоточна зброя). З 2005 року увійшла до складу компанії BAE Systems Land & Armaments. Штаб-квартира знаходилась в Арлінгтоні, у штаті Вірджинія.

## Історія

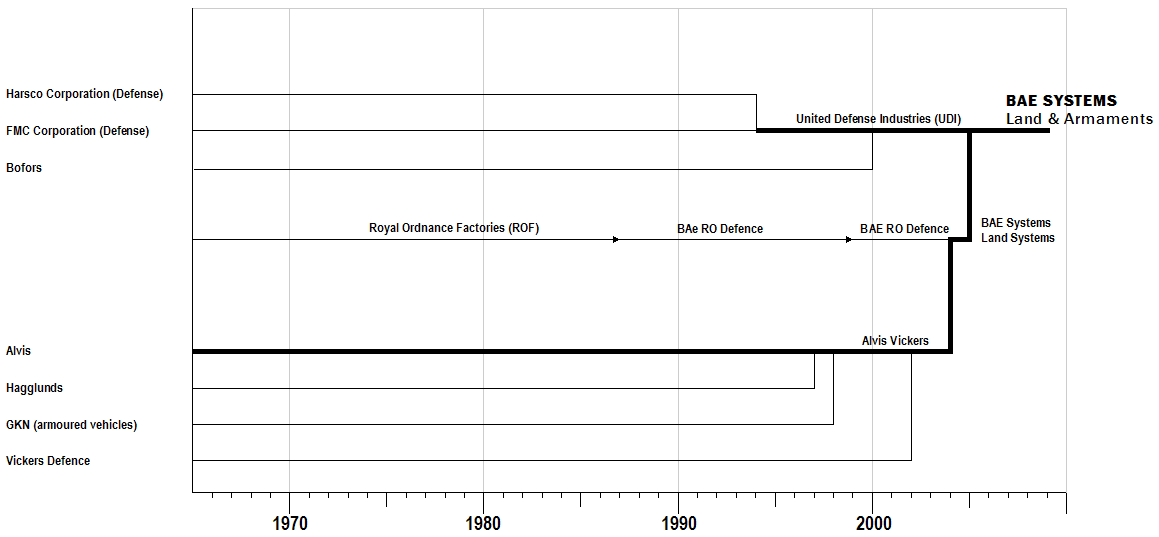
Еволюція підрозділу BAE Systems Land and Armaments

Компанія почала свою діяльність як підрозділ корпорації Food Machinery Corporation (FMC), що займалася виробництвом сільськогосподарської техніки, коли вони виграли контракт уряду США на будівництво Landing Vehicle Tracked (LVT) і стали виробником зброї під час Другої світової війни. У 1964 році FMC розширила свій оборонний бізнес, придбавши компанію Northern Ordnance Company (колишня Northern Pump Company) у Фрідлі, штат Міннесота, яка спеціалізувалася на виробництві корабельних гармат і ракетних установок.
Компанія Bowen McLaughlin York (BMY), яка стала підрозділом BMY корпорації Harsco Corporation, була окремим бізнесом, що займався проектуванням і виробництвом різних бойових машин та іншого оборонного обладнання. Після значного скорочення замовлень на гусеничні бойові машини між 1983 і 1994 роками, FMC і Harsco Corporation домовилися в січні 1994 року про об'єднання своїх оборонних бізнесів і створення United Defense. До складу нової компанії увійшли колишній підрозділ наземних систем FMC, що базувався в Каліфорнії, колишній підрозділ систем озброєнь FMC, що базувався в Міннесоті, і підрозділ бойових систем BMY корпорації Harsco, що базувався в Пенсильванії. Нова компанія реструктуризувала свою діяльність, щоб зосередити остаточну збірку та випробування бойових машин у Пенсильванії.
У вересні 2000 року UDI придбала шведську компанію Bofors Weapon Systems AB, згодом перейменовану на Bofors Defence
У 1997 році UDI була об'єктом пропозицій про поглинання з боку конкуруючих компаній General Dynamics і The Carlyle Group. Вона вибрала найнижчу пропозицію від приватної інвестиційної компанії The Carlyle Group, яка вивела UDI на біржу в 2001 році, але зберегла свою частку в компанії.

### Придбання компанією BAE Systems
7 березня 2005 року британський оборонний підрядник BAE Systems оголосив про намір придбати UDI за 3,974 мільярда доларів США (2,1 мільярда фунтів стерлінгів). Після того, інші компанії, в тому числі Northrop Grumman, висловили свою зацікавленість у придбанні UDI.
Пропозиція BAE Systems була передана до Комітет з іноземних інвестицій в США (CFIUS), щоб переконатися, що продаж не матиме наслідків для національної безпеки. CFIUS схвалив угоду в квітні 2005 року. BAE завершила придбання United Defense 24 червня 2005 року і оголосила про плани об'єднати компанію з існуючими підприємствами наземних систем в США для створення BAE Systems Land and Armaments.

## Галерея

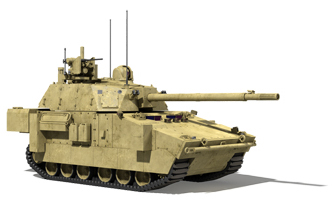
XM1206
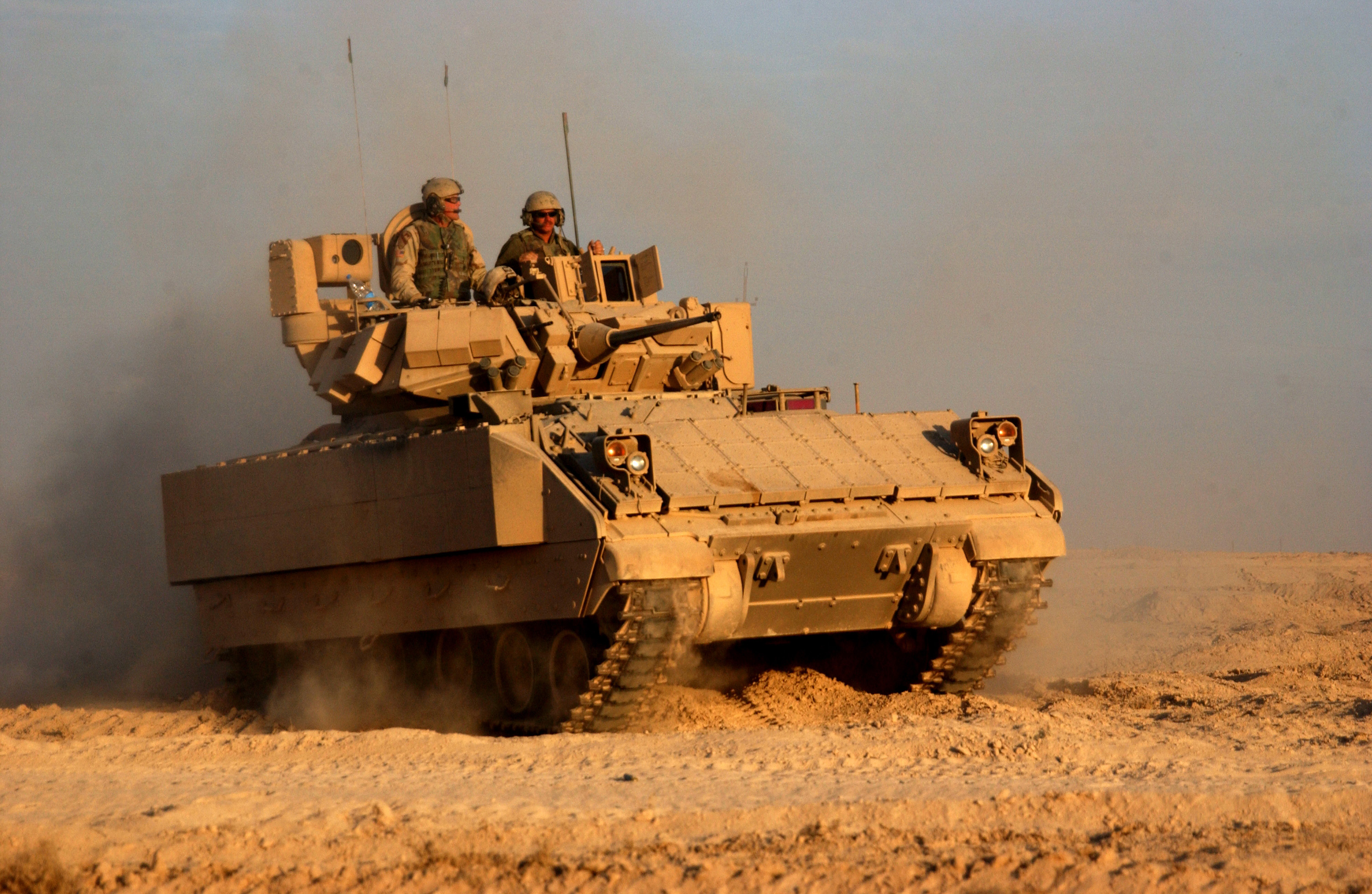
M2 Bradley
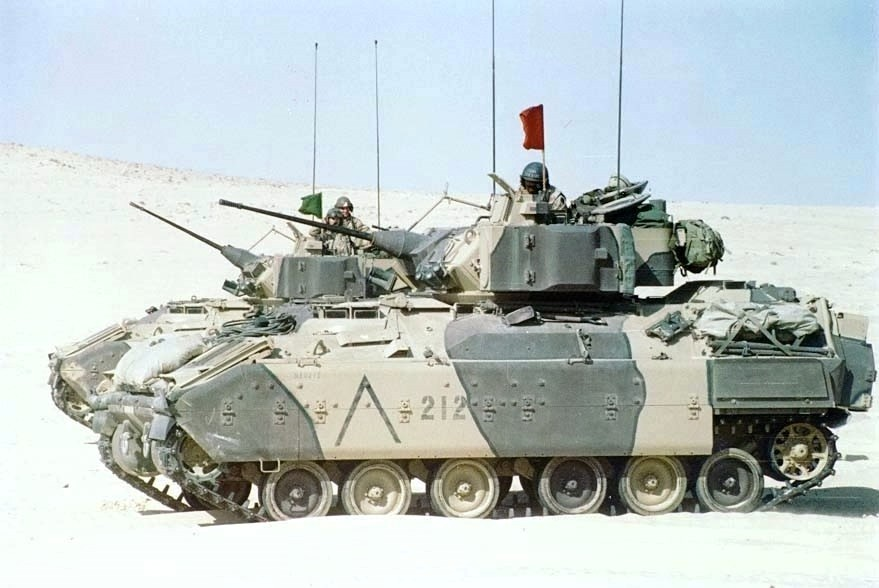
M3 Bradley
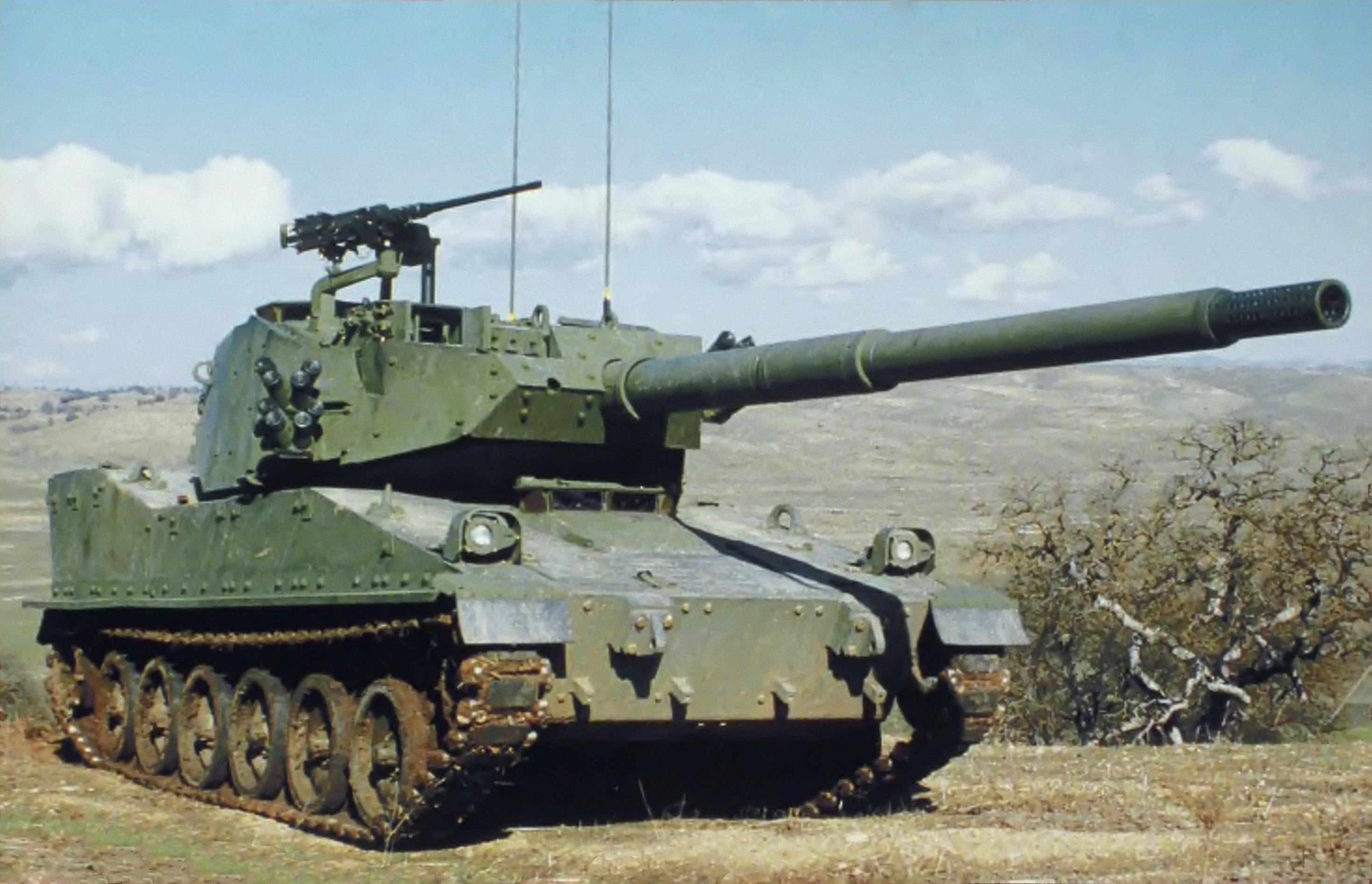
M8 AGS
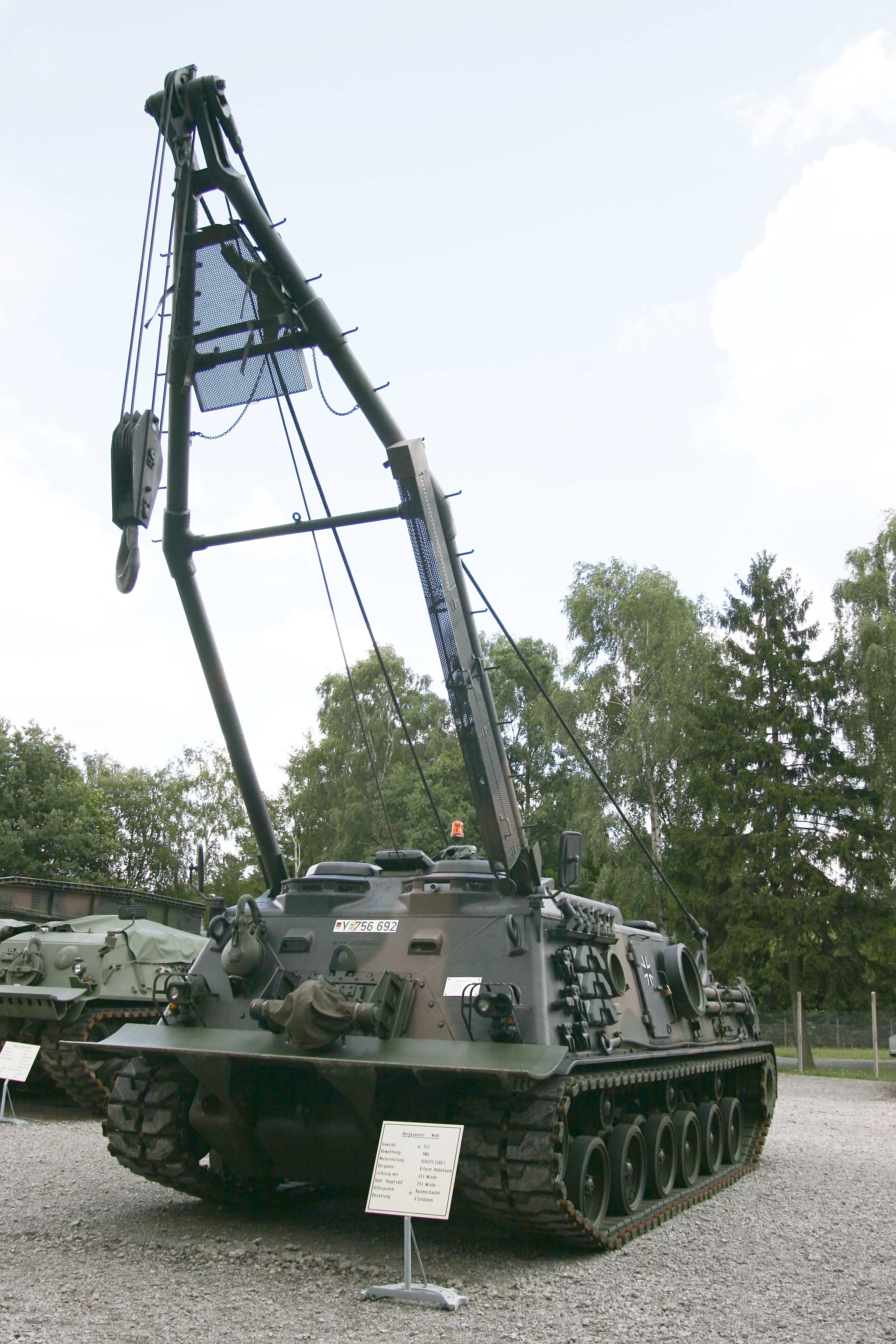
M88 (БРЕМ)
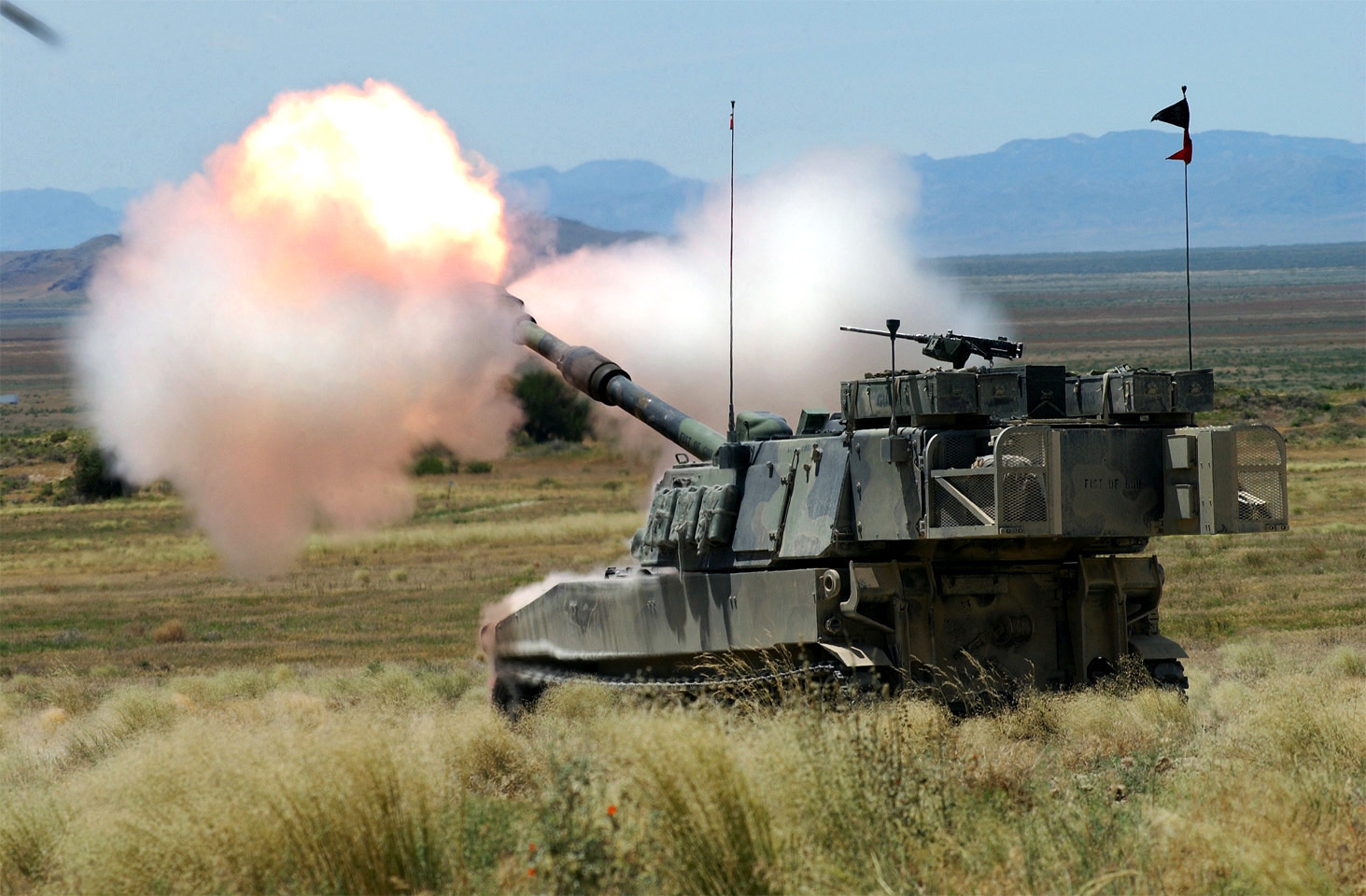
M109 (САУ)
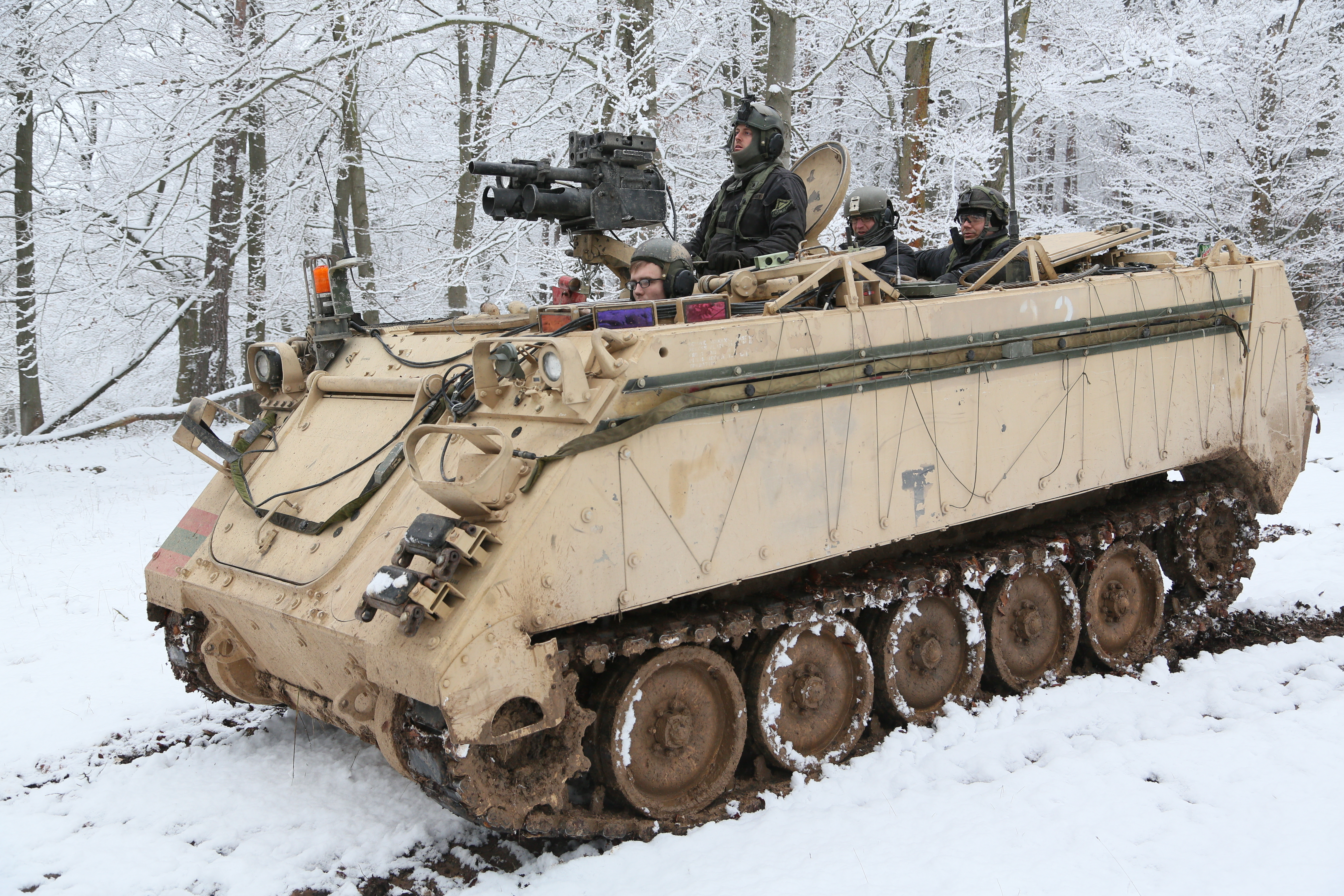
M113 (БТР)
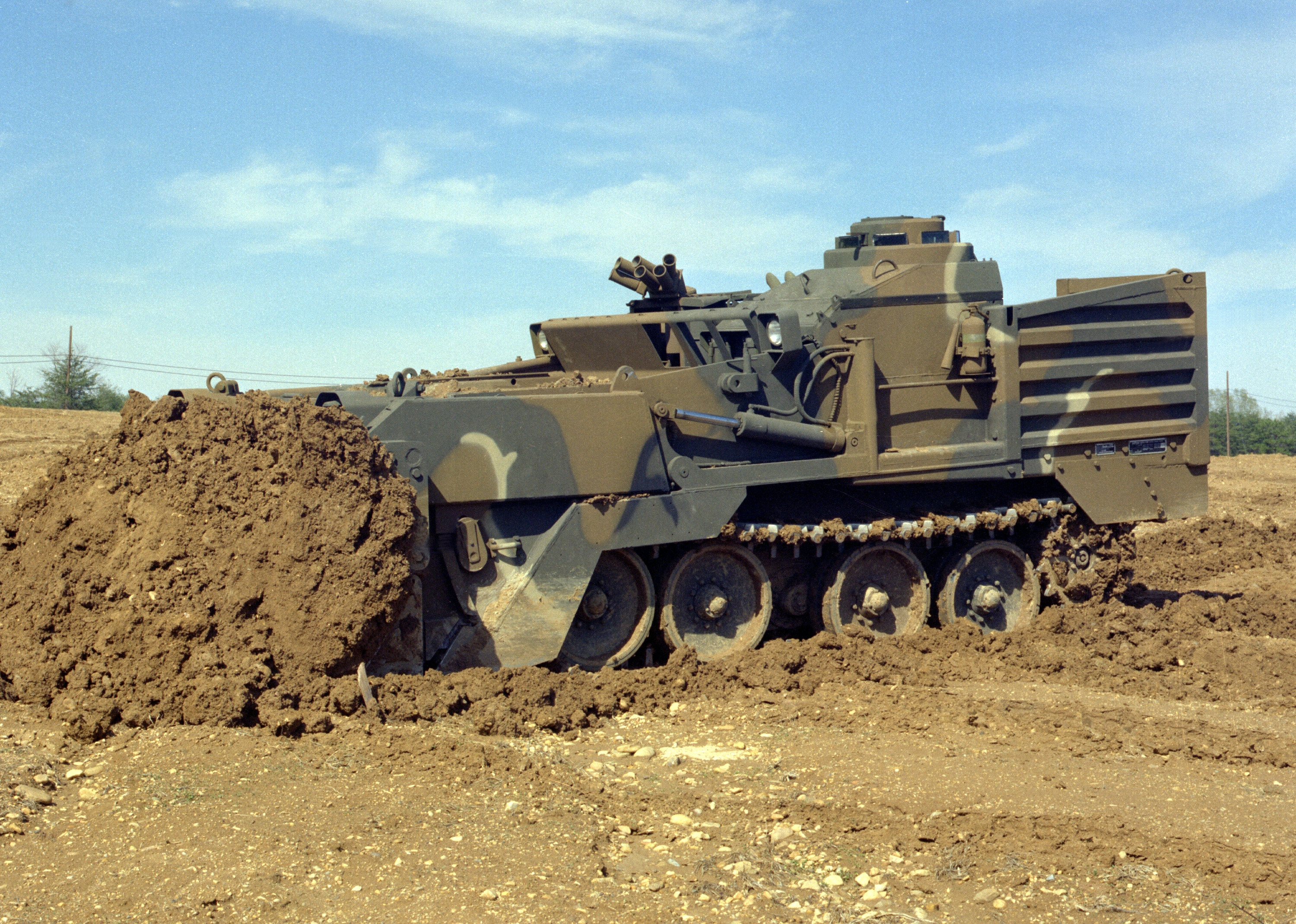
M9 ACE
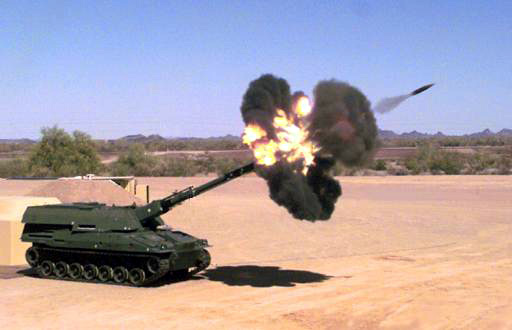
XM2001 Crusader
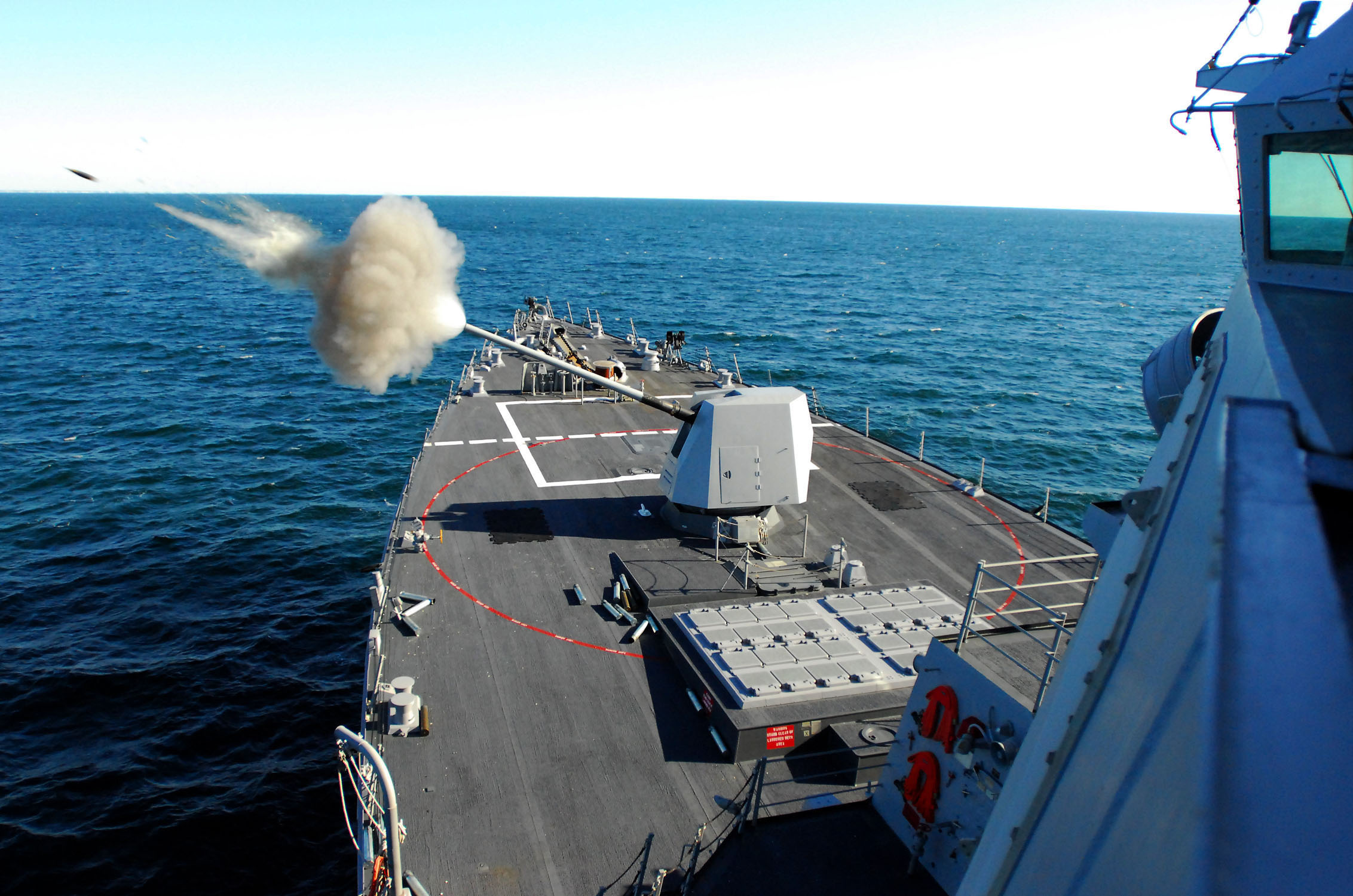
Mark-45 (корабельна гармата)
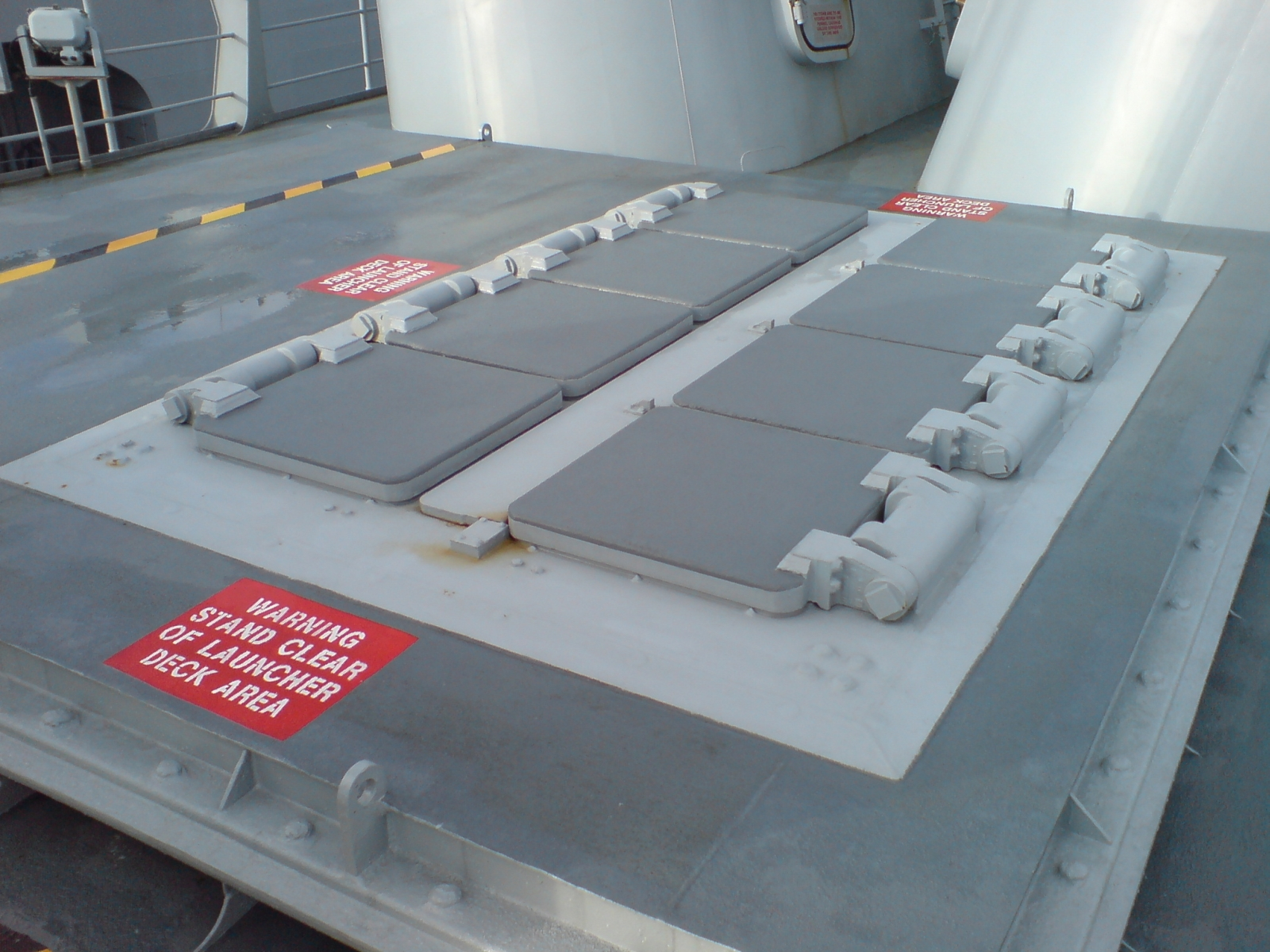
Mk 41 (система вертикального запуску)